# Камден (Делавер)
Камден (англ. Camden) — місто (англ. town) в окрузі Кент штату Делавер США. Населення — 3715 осіб (2020).

## Географія
Камден розташований за координатами 39°5′57″ пн. ш. 75°33′25″ зх. д. / 39.09917° пн. ш. 75.55694° зх. д. (39.099031, -75.556960).  За даними Бюро перепису населення США в 2010 році місто мало площу 9,58 км², уся площа — суходіл.

## Демографія
Згідно з переписом 2010 року, у місті мешкали 3464 особи в 1335 домогосподарствах у складі 985 родин. Густота населення становила 361 особа/км².  Було 1463 помешкання (153/км²).
Расовий склад населення:
| - 66,1 % — білих - 23,6 % — чорних або афроамериканців - 3,7 % — азіатів - 0,3 % — корінних американців - 1,4 % — осіб інших рас |

До двох чи більше рас належало 4,9 %. Частка іспаномовних становила 5,5 % від усіх жителів.
За віковим діапазоном населення розподілялося таким чином: 23,5 % — особи молодші 18 років, 56,7 % — особи у віці 18—64 років, 19,8 % — особи у віці 65 років та старші. Медіана віку мешканця становила 40,8 року. На 100 осіб жіночої статі у місті припадало 90,9 чоловіків;  на 100 жінок у віці від 18 років та старших — 87,8 чоловіків також старших 18 років.
Середній дохід на одне домашнє господарство  становив 66 497 доларів США (медіана — 59 721), а середній дохід на одну сім'ю — 73 973 долари (медіана — 64 583). Медіана доходів становила 45 953 долари для чоловіків та 27 024 долари для жінок. За межею бідності перебувало 4,4 % осіб, у тому числі 2,0 % дітей у віці до 18 років та 2,3 % осіб у віці 65 років та старших.
Цивільне працевлаштоване населення становило 1671 осіб. Основні галузі зайнятості: освіта, охорона здоров'я та соціальна допомога — 32,6 %, мистецтво, розваги та відпочинок — 21,1 %, роздрібна торгівля — 10,7 %, публічна адміністрація — 8,4 %.